# Euphorbia radians
Euphorbia radians är en törelväxtart som beskrevs av George Bentham. Euphorbia radians ingår i släktet törlar, och familjen törelväxter.

## Underarter
Arten delas in i följande underarter:
- E. r. radians
- E. r. stormiae

## Bildgalleri

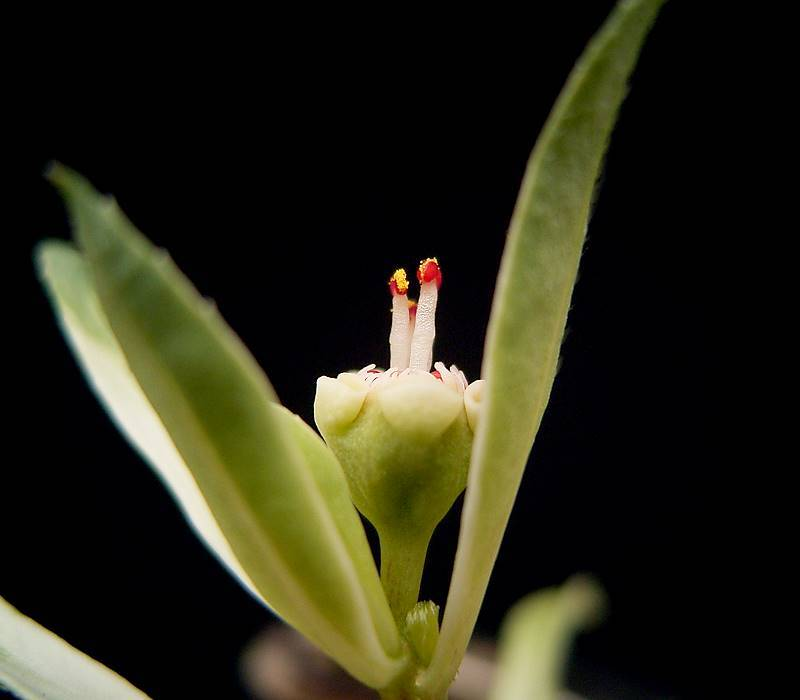
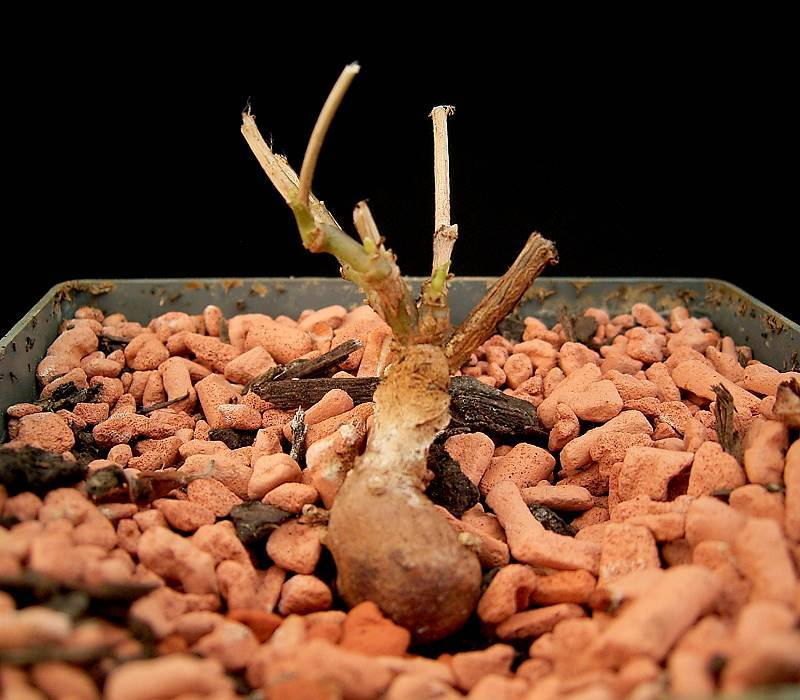